# (35413) 1998 AS
1998 AS (asteroide 35413) é um asteroide da cintura principal. Possui uma excentricidade de 0.13703780 e uma inclinação de 1.34118º.
Este asteroide foi descoberto no dia 5 de janeiro de 1998 por Takao Kobayashi em Oizumi.